# Sofiane Takoucht
Sofiane Takoucht, surnommé "Baby Face" est un boxeur français né le 14 octobre 1985.
Après une carrière en amateur, où il obtient le titre de champion de France contre Jérôme Thomas aux Mureaux (2005) et un titre de champion de l'Union Européenne en Sardaigne (2005), il passe professionnel avec le légendaire entraîneur Jean Molina, à Marseille.

## Carrière
Passé professionnel en 2006, il échoue pour le titre de champion de France des poids plumes le 25 septembre 2009 face à Guillaume Frenois mais devient champion d'Europe EBU de la catégorie le 30 août 2010 en battant aux points à Donetsk l'ukrainien Oleh Yefimovych. Cette victoire lui vaut de remporter les gants d'or 2010. Takoucht cède cette ceinture européenne l'année suivante aux points contre Alexander Miskirtchian. Par la suite, il reconquiert une ceinture européenne en Italie, face au tenant du titre Davide Dieli. En 2014, il dispute une demi-finale mondiale contre Alexander Miskirtchian à Liège, en Belgique. Combat âprement disputé, il s'incline de justesse aux points. 
Sofiane Takoucht poursuit sa carrière et se relance en remportant le titre de champion international IBF sur tapis vert, en décembre 2016 à Bilbao en Espagne. L'adversaire espagnol Andoni Gago se défile. 
Sofiane Takoucht remporte une nouvelle fois ce titre sur le ring en avril 2017 à Sedan face aux mexicain Alexander Cazares. Il remporte une dernière fois la ceinture de champion international IBF en Mars 2018 à Balaruc-les-Bains face à l'espagnol Sergio Prado. 
Ces titres de champion international IBF permettant de hisser Sofiane Takoucht aux premières places mondiales des classements de sa catégorie. Il obtient sa chance mondiale en étant désigné challenger officiel de Josh Washington, tenant du titre IBF.
Le 12 octobre 2019, il affronte Josh Warrington, champion du monde IBF des poids plumes, à Leeds et s'incline par arrêt de l’arbitre au second round.
Au cours de ces années, il se lie d'amitié avec le coureur cycliste professionnel Nacer Bouhanni, avec lequel il noue une véritable passion pour le vélo.